# V. Tupou György tongai király
V. Tupou György (Nukuʻalofa, Tonga, 1948. május 4. – Hongkong, 2012. március 18.), tongaiul: Siaosi Tupou V, angolul: George Tupou V, Tonga királya, a Tupou-ház ötödik királya (V. Tupou). III. Tupou Salote tongai királynő unokája.

## Élete
IV. Tupou Taufaʻahaunak, Tonga negyedik királyának és Halaevalu Mataʻaho királynénak a legidősebb fia. 2006. szeptember 10-én apja halálával megörökölte a trónt. 2008. augusztus 1-jén koronázták királlyá Nukuʻalofában.
V. Tupou György király nem nősült meg, ezért nem születtek törvényes gyermekei. A trón örököse ezért a kisebbik öccse, ʻAhoʻeitu ʻUnuakiʻotonga Tukuʻaho herceg, mivel idősebbik öccse, Fatafehi ʻAlaivahamamaʻo Tukuʻaho (1954–2004) még 1980-ban lemondott a trónöröklési jogáról, akinek a gyermekei így nem örökölhetik a trónt, pedig ők anyai ágon az utolsó szamoai király, II. Malietoa Tanumafili (1913–2007) dédunokái.

## Magyarországi kapcsolatai
A tongai király európai nem hivatalos utazása során ellátogatott Magyarországra is. A magánlátogatáson Hóvári János helyettes államtitkár 2011. május 3-án ebéden látta vendégül V. Tupou Györgyöt, amelyen Habsburg György is részt vett.
A tongai királynak 2011. augusztus 26-án Schmitt Pál köztársasági elnök Orbán Viktor miniszterelnök előterjesztésére a Magyar Köztársasági Érdemrend nagykeresztje polgári tagozata kitüntetést adományozta „a két ország közötti diplomáciai kapcsolatok felvétele érdekében végzett tevékenysége és a magyar ENSZ BT-kampányhoz nyújtott támogatása elismeréseként”

## Halála
A tongai királyt 2012. március 18-án Hongkongban kora délután sürgősen kórházba kellett szállítani, aki néhány órával később, 63 évesen elhunyt.

## Gyermeke
- Ismeretlen ágyásától született egy lánya, akit a nagyapja, IV. Tupou Taufaʻahau tongai király örökbe fogadott:[6]
  - ʻIlima Lei Tohi Fifita (1974. január 7. –) úrnő, trónöröklési joga nincs, férje 1997-től Tulutulumafua-i-Olotele Kalaniuvalu Fotofili (1969–) rendőr, akinek 3 gyermeket szült.[7]